# انتقام آشپز
انتقام آشپز (به انگلیسی: The Cook's Revenge) عنوان فیلم کوتاه و صامت فرانسوی است که در سال ۱۹۰۰ ساخته شد. کارگردان این فیلم ژرژ ملی‌یس است. شرکت سازنده این فیلم سیاه و سفید، «استار فیلم کمپانی» می‌باشد.

## خلاصه داستان
در یک آشپزخانه، یک آشپز سعی می کند یک پیشخدمت را ببوسد، و او با تعجب یک پشته کامل بشقاب را می اندازد. آشپز وحشت زده با شنیدن آمدن گارسون، در کمد پنهان می شود. سرش را بیرون می آورد تا اعتراض پیشخدمت در مورد بشقاب های شکسته را بشنود و پیشخدمت در کمد را محکم می بندد. سر آشپز، که هنوز زنده است، جدا می شود و شروع به سرزنش سرآشپز حیرت زده می کند.سرآشپز سعی می کند سر سخنگو را از بین ببرد، اما از او فرار می کند و به طرز جادویی مکان های اطراف اتاق را تغییر می دهد. سرانجام سرآشپز سر را داخل کمد می اندازد و آشپز دوباره یک تکه بیرون می آید. آشپز به عنوان انتقام، سر پیشخدمت را تمیز جدا میکند، جسد را به کناری پرت می کند و با خوشحالی می رقصد.